# Wilmer Trivel
Wilmer Trivel ist ein uruguayischer Politiker.
Trivel gehört der Partido Colorado und innerhalb dieser der Lista 15 an. Er saß in der 45. Legislaturperiode vom 15. Februar 2000 bis zum 14. Februar 2005 als Abgeordneter für das Departamento Artigas in der Cámara de Representantes.